# Dibolia cynoglossi
Dibolia cynoglossi är en skalbaggsart som först beskrevs av Koch 1803.  Dibolia cynoglossi ingår i släktet Dibolia, och familjen bladbaggar. Arten har ej påträffats i Sverige.

## Bildgalleri

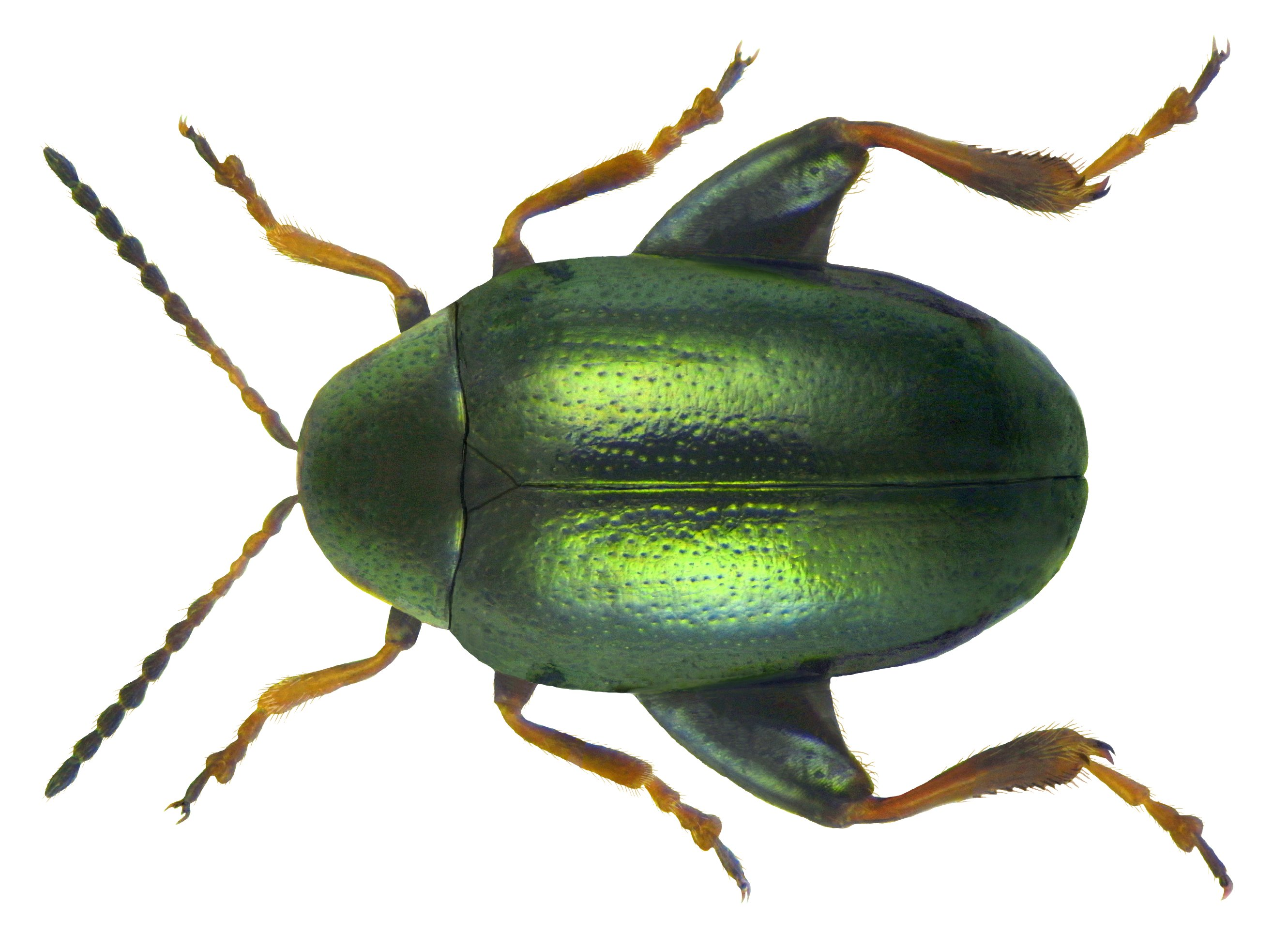